# آن ماكلاين
آن شارلوت ماكلاين، ضابط برتبة مقدم في الجيش الأمريكي ومهندسة ورائدة فضاء ناسا. ولدت في مدينة سبوكين في الولايات المتحدة الأمريكية. كانت مهندسة طيران في رحلة ناسا الإستكشافية رقم 59/58 إلى محطة الفضاء الدولية التي بدأت في مارس 2019 وإنتهت في يونيو 2019.

## النشأة والتعليم
ولدت آن ماكلاين ونشأت في سبوكان، واشنطن. كان حلم آن ماكلاين في طفولتها أن تصبح رائدة فضاء. في عام 1997 تخرجت من مدرسة جونزاغا الإعدادية في سبوكان. وعملت لفترة قصيرة في كلية سبوكان كوميونيتي في جامعة غونزاغا في انتظار موعد تعيينها في الأكاديمية العسكرية للولايات المتحدة، والتي حصلت منها على درجة البكالوريوس في الهندسة الميكانيكية وكلفت كضابط بالجيش في عام 2002.
التحقت آن ماكلاين بجامعة باث في عام 2004، حيث حصلت على درجة الماجستير في هندسة الفضاء الجوي، وفي عام 2005 التحقت بجامعة بريستول وحصلت على درجة الماجستير في العلاقات الدولية. أنهت آن ماكلاين درجتي الماجستير من خلال منحة مارشال (وهي منحة للدراسات العليا للشباب الأميركيين المتميزين فكريًا للدراسة في أي جامعة في المملكة المتحدة). وقد نُشرت أعمالها لاحقًا في الديناميكا الهوائية غير المستقرة وتصور التدفق لأجنحة دلتا الحرة غير النحيفة من خلال المعهد الأمريكي للملاحة الجوية والفضائية.
سافرت آن ماكلاين إلى إفريقيا لمدة ثمانية أسابيع مع منظمة Operation Crossroads Africa، وعلمت في مشروع بناء في أوغندا.

## معرض صور

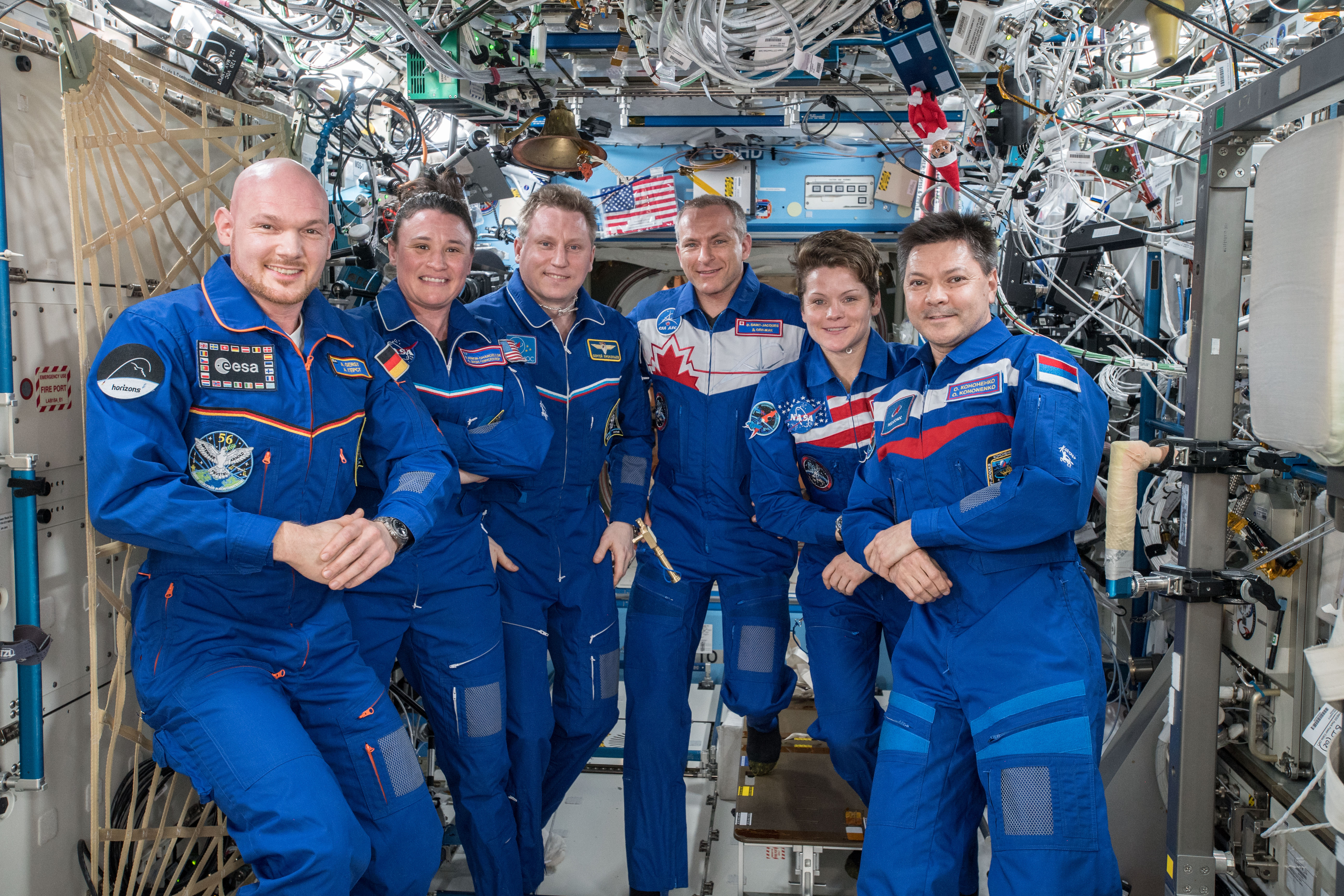
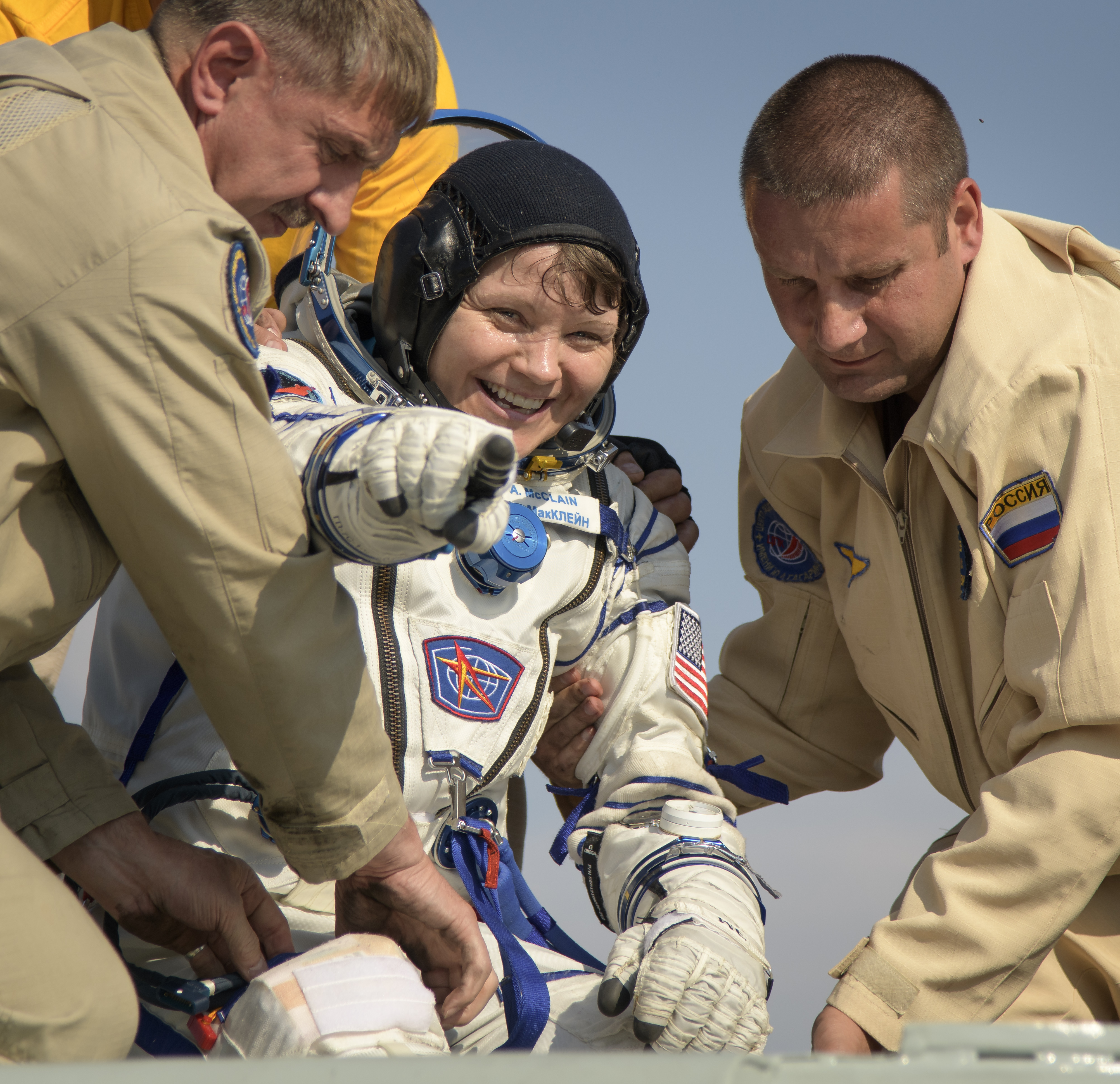
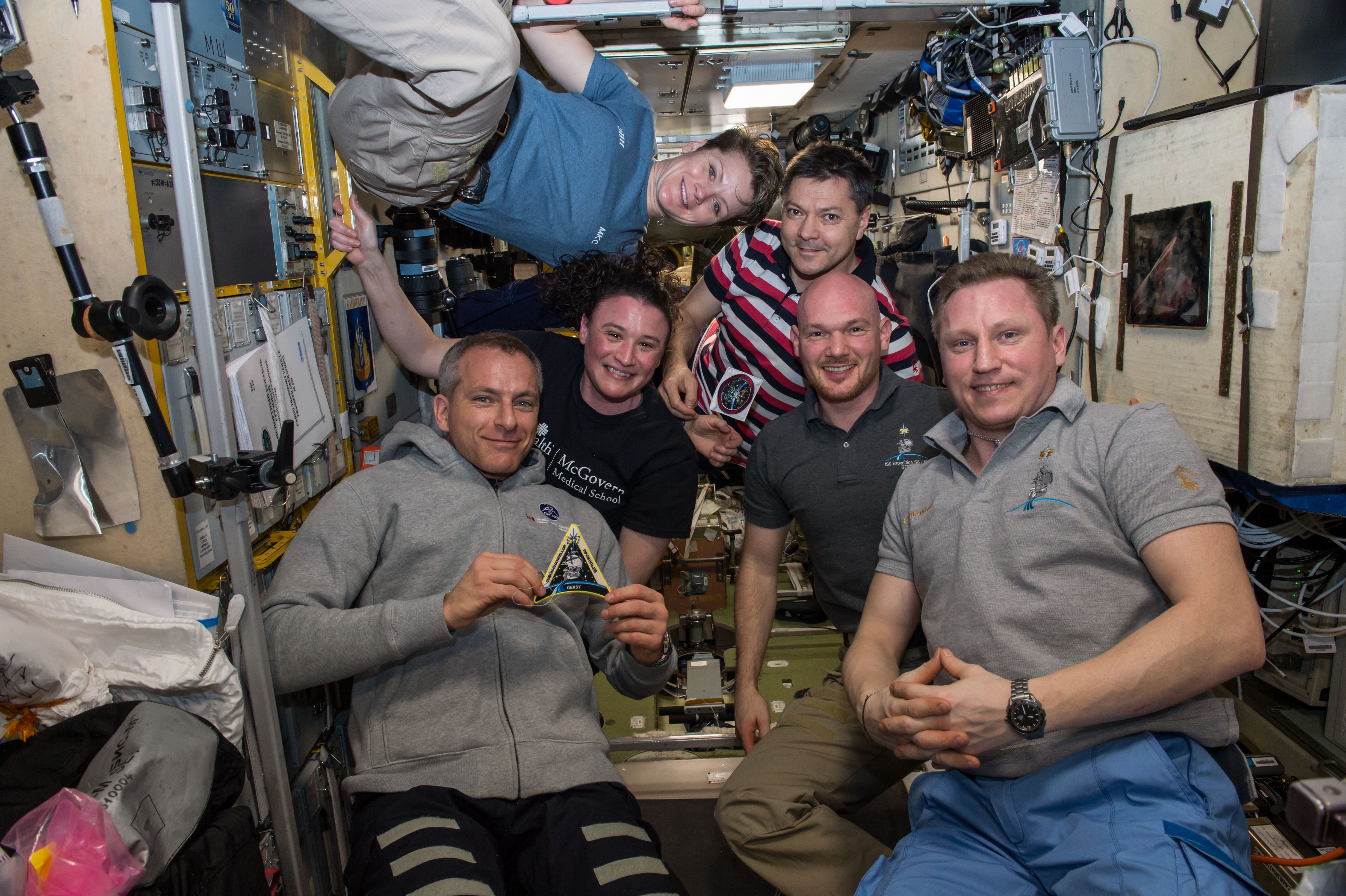
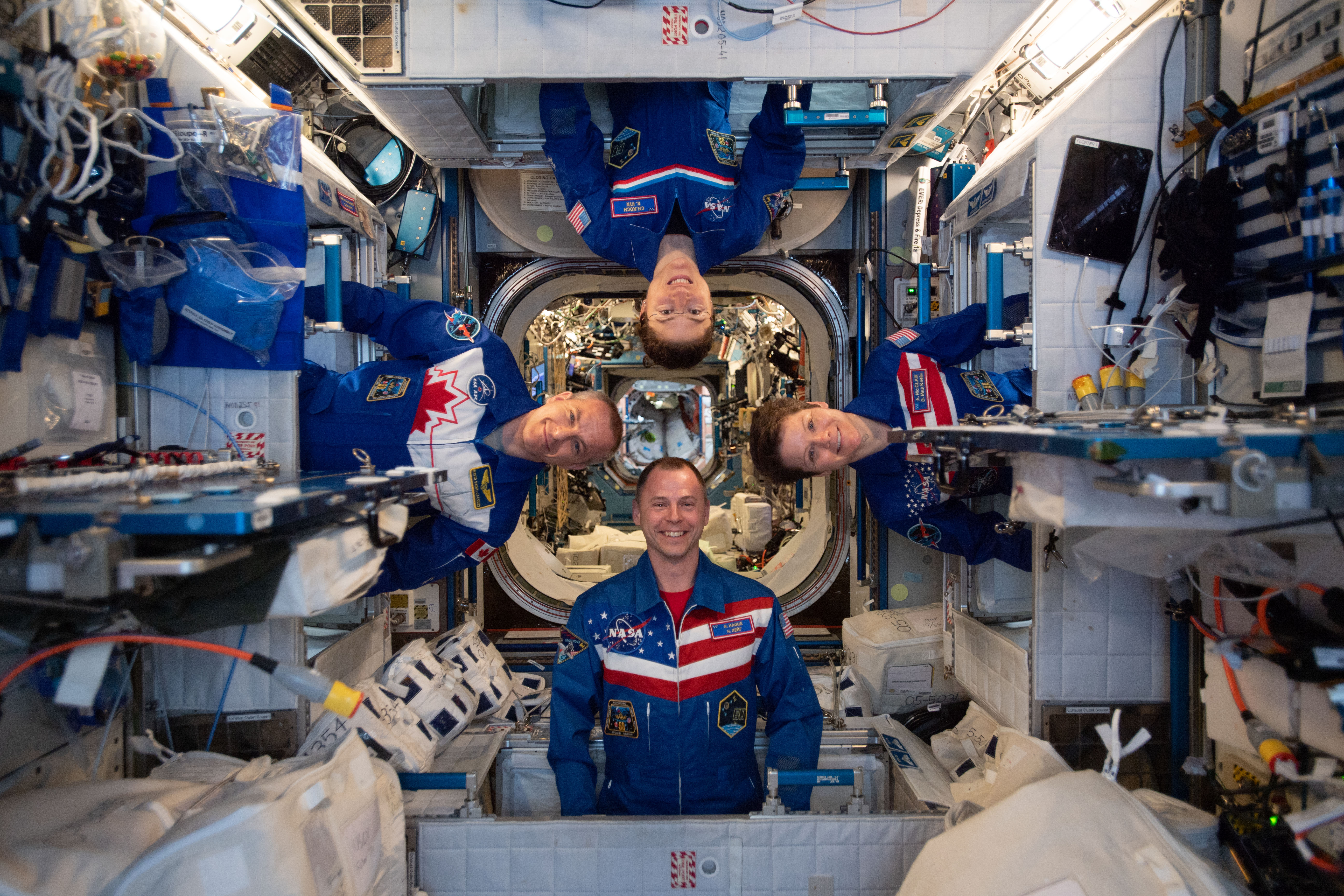